# Alessandro Manzoni
Alessandro Francesco Tommaso Antonio Manzoni (Milán, 7 de marzo de 1785-íd., 22 de mayo de 1873) fue un poeta y narrador italiano, representante del Romanticismo de su país.
La novela histórica Los novios (I promessi sposi) es su obra más conocida; está considerada una referencia básica de la literatura italiana. Asumiendo que la lengua florentina era más culta y característica de Italia que la lengua lombarda del autor, se fue a vivir a Florencia para aprenderla bien y dijo que había tenido que ir «a aclarar la ropa al Arno», es decir, reescribió la obra en italiano de Florencia. 

## La familia
El abuelo materno de Manzoni, Cesare Beccaria, marqués de Beccaria-Bonesana, era un autor muy conocido (escribió el tratado Sobre los delitos y las penas —Dei delitti e le pene— que había sido incluido en el Índice de libros prohibidos, pero que logró gran eco europeo), y también su madre, Giulia Beccaria (1762-1841), era una mujer con condiciones para la literatura.
El padre oficial de Manzoni, Don Pietro (1736-1807), rondaba los cincuenta años cuando nació el futuro escritor y poeta, y pertenecía a una antigua familia que se había establecido cerca de Lecco pero que anteriormente había ejercido un duro control feudal en Barzio, en Valsassina (con una violencia comparable a la de un torrente de montaña, como aún recuerda un proverbio local). En realidad, su verdadero padre fue Giovanni Verri (hermano menor de Pietro y Alessandro Verri), como confirma una carta que le envió Giuseppe Gorani que se ha hallado recientemente tras unas tenaces investigaciones llevadas a cabo por Piero Campolunghi.

## Datos biográficos

### Primeros años
Tras la separación de sus padres (su madre desde 1792 convive con el culto y riquísimo Carlo Imbonati, primero en Inglaterra, y luego en Francia), Alessandro Manzoni entre 1790 y 1803 es educado en colegios religiosos, primero con los padres somascos y más adelante con los barnabitas. A pesar de no soportar esa encorsetada educación, de la que denunció las limitaciones incluso disciplinarias y, a pesar de ser considerado un estudiante perezoso, consigue con dichos estudios una buena formación clásica y un sólido gusto literario. Con quince años desarrolla una sincera pasión por la poesía y escribe dos meritorios sonetos. Su abuelo materno le enseñó a extraer conclusiones rigurosas y universales a partir de la observación de la realidad.
El joven Manzoni vive entre 1803 y 1805 con el anciano don Pietro, dedica mucho de su tiempo a las mujeres y a los juegos de azar, pero consigue sin embargo moverse dentro del ambiente iluminista de la aristocracia y la alta burguesía de Milán. La tendencia neoclásica de la época le inspira las primeras experiencias poéticas, creadas bajo el influjo de Vincenzo Monti, ídolo literario del momento. Pero más allá de éstos, Manzoni se inclina por Giuseppe Parini, portavoz de las ideas iluministas y de las exigencias de rearme moral de la sociedad. A este período corresponden El triunfo de la libertad (Il trionfo della libertà), Adda, Los cuatro sermones (I quattro sermoni) en los que se ve la influencia de Monti y de Parini, pero también los ecos de Virgilio y Horacio.
En 1805 se reúne en Auteuil con su madre, con la que pasa dos años, a la vez que participa en el círculo literario de los bautizados por Napoleón como "ideólogos", una segunda generación de la Ilustración formada entre otros por el Conde de Volney, Dominique Joseph Garat, Antoine Destutt de Tracy y Claude Fauriel y que tuvo aún cierto auge a comienzos del siglo XIX, entre los que tuvo bastantes amigos, en especial Fauriel (1772-1844), con el que supo de las teorías de Voltaire. Alessandro se impregna de la cultura francesa, clásica en lo que es el arte, pero escéptica y sensualista en filosofía, y asiste a la evolución del racionalismo hacia posiciones románticas. Este encuentro con Fauriel, elaborador de las doctrinas románticas, es fundamental. Manzoni mantendrá con él una duradera amistad. Gracias a él, Manzoni entra en contacto con la estética romántica alemana, incluso antes de que Madame de Staël la difunda en Italia.
Manzoni se sitúa a partir de entonces en la vía del realismo romántico; sin embargo, nunca aceptará la convicción tanto del romanticismo como de su amigo Fauriel de que la poesía tenga que ser la expresión ingenua del alma, y no renunciará nunca, por lo tanto, al dominio intelectual del sentimiento ni a una expresión formal controlada, característica de todo el romanticismo italiano.

### Poeta
Entre 1806 y 1807, cuando estaba en Auteuil, apareció por primera vez en público como poeta con dos obras. La primera se titulaba Urania, y era de estilo clásico. Más adelante, él mismo se convertiría en el principal detractor de este estilo. En 1809, tras la publicación de Urania, Manzoni declaró que nunca volvería a escribir versos como aquellos, uniéndose de ese modo a la poética romántica, que decía que la poesía no debía destinarse a una élite culta y refinada, sino que debía ser de interés general e interpretar las aspiraciones e ideas de los lectores. La otra obra que presentó en Auteuil, en cambio, era una elegía en verso libre, sobre la muerte del conde Carlo Imbonati, de quien heredó, a través de su madre, un patrimonio considerable, que incluía la casa de Brusuglio, que desde ese momento se convirtió en su residencia principal.

### Posturas religiosas
En 1810 Manzoni, que ya era anticlerical como reacción a la educación que había recibido, y más indiferente que agnóstico o ateo en cuanto a la cuestión religiosa, se vuelve a aproximar a la Iglesia. En 1808, en Milán, el escritor se había casado con la calvinista Henriette Blondel, hija de un banquero ginebrino, en un matrimonio que resultó feliz. De vuelta a París, el contacto con el sacerdote genovés Eustachio Degola, jansenista, lleva a ambos cónyuges a abjurar en el caso de Henriette del calvinismo y en el de Manzoni a un regreso a la práctica religiosa católica (1810).
Esta reconciliación con el catolicismo es el resultado de largas meditaciones por parte del escritor; su alineamiento en la más estricta ortodoxia (es decir, en la exigencia de atenerse rigurosamente a los dictados de la Iglesia), muestra las influencias jansenistas, que le llevan a una severa interpretación de la religión y de la moral católicas. El regreso a la fe fue para Manzoni la consecuencia lógica y directa de la disolución, en los primeros años del siglo XIX, del mito de la razón concebido como fuente de juicio perennemente válida y cierta, con lo que era necesario establecer un nuevo y seguro fundamento para la moral.
Esta energía intelectual que siguió a su reconversión se puede ver en sus Himnos sagrados (Inni sacri), una serie de versos de carácter religioso, y un tratado sobre la moral católica, con la intención de compensar su indiferencia anterior.

### Generosidad financiera
En 1818, por un revés financiero debido a un gestor deshonesto, se vio obligado a vender el patrimonio paterno heredado. En el modo en que se comportó con los campesinos que habían contraído unas fuertes deudas con él se pudo ver la generosidad que le caracterizaba. No sólo perdonó todas las deudas, sino que les cedió el total de la cosecha de maíz.

### El Conde de Carmañola

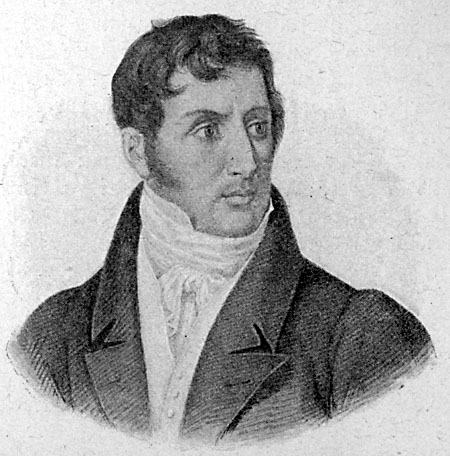
Litografía de Alessandro Manzoni

En 1819 publicó su primera tragedia, El Conde de Carmañola (Il Conte di Carmagnola). Esta obra, al violar valientemente todas las convenciones clásicas, suscitó una viva polémica. Un artículo publicado en una importante revista literaria lo criticó con dureza, y fue precisamente Goethe el que replicó defendiéndolo.

### El cinco de mayo
La muerte de Napoleón en 1821 inspiró a Manzoni la notable composición lírica El cinco de mayo (Il cinque maggio). Los acontecimientos políticos de ese año, junto al encarcelamiento de muchos de sus amigos, hicieron mella en Manzoni, y el trabajo que llevó a cabo en ese período se inspiró fundamentalmente en los estudios históricos, en los que buscó una distracción, tras retirarse a Brusuglio. En el mismo año escribió Marzo de 1821, una oda sobre la insurrección contra los austriacos.

### Fermo e Lucia
Mientras tanto, empezó a dar la forma a su novela Fermo e Lucia, primera versión de Los novios (I promessi sposi), que terminó en septiembre de 1822. Tras la revisión que hicieron sus amigos, entre 1825 y 1827, se publicó a razón de un volumen por año. Esta obra lo consagró definitivamente.

### Adelchi
También en 1822 publicó su segunda tragedia, Adelchi, que trata del derribo por parte de Carlomagno de la dominación longobarda en Italia, y que contiene muchas alusiones veladas a la ocupación austríaca.
A continuación, reelaboró de modo laborioso Los novios utilizando el italiano en su forma toscana, y en 1840 publicó esta reescritura, junto a la obra La historia de la columna infame (La storia della colonna infame), que retoma y desarrolla el tema de los ungidores y de la peste, que ya había tenido una parte relevante en su novela anterior. También escribió un breve tratado sobre la lengua italiana.

### Pérdidas familiares
Los últimos años de su vida estuvieron marcados por las desgracias. A la muerte de su esposa en 1833 siguieron las de varios de sus hijos, entre ellos su primogénita Giulia, esposa de Massimo D'Azeglio, y la de su madre. En 1837, se casó con Teresa Borri, viuda del Conde Stampa. También sobrevivió a esta segunda esposa. Sólo dos de los nueve hijos que tuvo entre los dos matrimonios le sobrevivieron.

### Fallecimiento: dedicatoria delRéquiemde Verdi
La muerte del mayor de sus hijos varones, Pier Luigi, el 28 de abril de 1873, fue el golpe de gracia. Cayó enfermo inmediatamente y murió a causa de una meningitis, el 22 de mayo. Hubo una masiva participación en el solemne funeral que se desarrolló en su honor en Milán, y a él acudieron las máximas personalidades del Estado. En 1874, Giuseppe Verdi compuso la Misa de réquiem, en el aniversario de su muerte, para honrar su memoria.

### Biografías de Manzoni y de su familia
Cesare Cantù (1885), Angelo de Gubernatis (1879) y Arturo Graf (1898) escribieron las primeras biografías suyas. Algunas de sus cartas las publicó Giovanni Sforza en 1882. En el siglo XX, destacó la reconstrucción, hecha con cartas familiares, de Natalia Ginzburg: La familia Manzoni.

## Obra
- 1801 - Del Trionfo della Libertà
- 1801 - Autoritratto
- 1802 - I sermoni
- 1802 - Ode amorosa
- 1803 - Adda
- 1806 - In morte di Carlo Imbonati
- 1809 - Urania
- 1810 - A Parteneide
- 1812 - L'innesto del Vaiolo
- 1814 - Aprile
- 1814 1815 - Il proclama di Rimini
- 1819 - Osservazioni sulla morale cattolica
- 1819 - Il conte di Carmagnola
- 1820 - Lettre à Monsieur Chauvet
- 1821 - Marzo de 1821
- 1821 - Il cinque maggio
- 1822 - Adelchi
- 1823 - Fermo e Lucia
- 1842 - I promessi sposi
- 1842 - Storia della colonna infame
- 1845 - Del romanzo storico
- 1850 - Dell'invenzione
- 1867 - Testamento
- 1868 - Dell'unità della lingua
- Poesías líricas (editadas en 1923 por Calpe) contiene: En la muerte de Carlos Imbonati, Urania, Los Himnos Sagrados (Navidad, La Pasión, La Resurrección, La Pentecostés, El Nombre de María), La proclama de Rimini, Marzo de 1821, Cinco de mayo y Los coros de las tragedias /Batalla de Maclodio, La invasión de los Francos y la Muerte de Ermengarda.